# Леа’и, Рафаэль
Рафаэль Огануа Леа’и-младший (англ. Raphael Ohanua Lea'i Jr.; род. 9 сентября 2003, Хониара) — соломонский футболист, нападающий национальной сборной Соломоновых Островов.

## Карьера

### Начало карьеры
Футбольную карьеру начал в академии футбольного клуба «Косса» в возрасте 12 лет. В 2016 году футболист перешёл в клуб «Марист Файр». За время выступления на юношеском уровне футболиста заметили такие клубы как аргентинский «Годой-Крус» и австралийский «Брисбен Роар», однако из-за правил ФИФА не смог подписать контракт, так как футболисту на тот момент не было 18 лет. В конце 2018 года футболист дебютировал за основную команду клуба «Марист Файр», отличившись 4 голами в 6 матчах в чемпионате.
В феврале 2019 года футболист перешёл в молодёжную команду новозеландского клуба «Веллингтон Феникс», поступив в местный колледж. Футболист по итогу сезона отличился за команду колледжа 15 голами. Через год футболист вернулся на родину, присоединившись к футбольному клубу «Хендерсон Илз». В своём дебютном сезоне футболист в 7 матчах отличился 24 забитыми голами. В сезоне 2020/2021 года стал победителем Телеком С-Лиги. Всего за клуб провёл 47 матчей во всех турнирах, забив 93 гола. В 2020 году футболист проходил просмотр в австралийском клубе «Мельбурн Виктори». В августе 2022 года футболист был приглашён на просмотр в «Аланьяспор», однако из-за визовых проблем не смог попасть в Турцию.

### «Вележ»
В январе 2023 года футболист отправился на просмотр в боснийский клуб «Вележ». В конце месяца, 29 января 2023 года, футболист официально пополнил ряды боснийского клуба. Контракт с футболистом был заключён до конца июня 2024 года. Начало сезона футболист пропустил из-за проблем с его регистрацией для выступления в боснийском клубе. Дебютировал за клуб 19 марта 2023 года в матче против клуба «Слобода». Первым результативным действием отличился 14 апреля 2023 года в матче против клуба «Тузла Сити», отдав голевую передачу. Дебютный гол за клуб забил 12 мая 2023 года в матче против клуба «Игман». Стал серебряным призёром Кубка Боснии и Герцеговины, где в финале 17 мая 2023 года сильнее оказался клуб «Зриньски». Также сам футболист закончил боснийский чемпионат на 6 итоговом месте с забитым голом и 2 результативными передачами в своём активе. Новый сезон футболист начал с матча 29 июля 2023 года против клуба «Звезда 09», выйдя на замену на 72 минуте и под конец основного времени забил свой первый в сезоне гол. Футболист успел провести всего лишь 2 матча, в которых отличился своим единственным забитым голом и в сентябре 2023 года покинул боснийский клуб.

## Международная карьера
В возрасте 14 лет футболист стал выступать за юношескую сборную по мини-футболу свой страны в зале на молодёжном чемпионате по футболу Конфедерации футбола Океании. В сентябре 2018 года присоединился к юношеской сборной Соломоновых Островов до 17 лет. Дебютировал за сборную 9 сентября 2018 года в матче против сборной Папуа — Новой Гвинеи, отличившись 4 забитыми голами. В октябре 2018 года вместе со сборной отправился на Летние юношеские Олимпийские игры 2018, где был одним из лидеров, отличившись 7 забитыми голами, однако заняв последнее место в турнирной таблице и выбыв с турнира.
В 2019 году отправился вместе с юношеской сборной на юношеский турнир в Минске на приз АБФФ. Футболист отличился забитыми голами во всех сыгранных матчах против сборных Молдовы, Беларуси и Казахстана. В октябре 2019 года вместе со сборной отправился выступать на юношеском чемпионате мира. Ну турнире футболист сыграл во всех матчах группового этапа, однако занял последнее место в турнирной таблице и покинул чемпионат.
В марте 2022 года футболист получил вызов в национальную сборную Соломоновых Островов для участия в квалификациях на Чемпионат мира. Дебютировал за сборную 17 марта 2022 года в матче против сборной Островов Кука. Дебютными голами отличился 24 марта 2022 года в матче против сборной Таити, отличившись хет-триком.
В ноябре 2023 года футболист вместе со сборной отправился на домашние Тихоокеанские игры. Вместе со сборной футболист дошёл до финала турнира, где 2 декабря 2023 года в серии пенальти уступили сборной Новой Каледонии. 

## Достижения
Клубные
«Хендерсон Илз»
- Чемпион Соломоновых Островов: 2020/21

Сборная
Соломоновы Острова
- Серебряный призёр Тихоокеанских игр: 2023